# Hanefors naturreservat
Hanefors naturreservat är ett naturreservat i Växjö kommun i Kronobergs län.
Reservatet är skyddat sedan 2023 och är 7,7 hektar stort. Det ligger söder om Ingelstad vid Aggaån och består av lövskogar, våtmarker och vattendrag.